# Unigenitus
Unigenitus Dei Filius (łac. Jednorodzony Boży Syn) – konstytucja apostolska papieża Klemensa XI z dnia 8 września 1713 r. Główna część tej konstytucji potępia 101 tez Paschazego Quesnela, uznanych za:

[...] fałszywe, zdradliwe, źle brzmiące, obraźliwe dla pobożnych uszu, skandaliczne, zgubne, nieroztropne, szkodliwe dla Kościoła i jego praktyk, obelżywe nie tylko dla Kościoła, lecz także dla władz świeckich, buntownicze, bezbożne, bluźniercze, podejrzane o herezję, i trącące herezją, oprócz tego – poza faworyzowaniem heretyków i herezji, a także schizm – błędne, bliskie herezji, wielokrotnie potępione, i ostatecznie heretyckie, jawnie podnoszące na nowo wiele herezji ogólnie, a najszczególniej tych, które są zawarte w niesławnych tezach Janseniusa, i rzeczywiście przyjęte w takim sensie, w jakim zostały potępione. [...]

Wśród 101 potępionych tez znajdują się m.in. następujące tezy:

- 79. Pożyteczne i konieczne zawsze i wszędzie i dla wszystkich jest to, by studiować i poznać ducha, pobożność i tajemnice Pisma Świętego. – 1 Kor 14, 5
- 80. Czytanie Pisma Świętego jest dla wszystkich. – Dz 8, 28
- 81. Święta niejasność Słowa Bożego nie jest dla laików powodem do zwolnienia ich od czytania Słowa. – Dz 8, 31
- 82. Dzień Pański powinien być święcony przez chrześcijan czytaniem pobożnych dzieł, a przede wszystkim Pisma Świętego. Dla chrześcijanina jest rzeczą szkodliwą chęć wymówienia się od czytania Pisma. – Dz 15, 21
- 83. Ułudą jest przekonywanie siebie, iż poznanie tajemnic religii nie powinno być przekazywane kobietom poprzez czytanie Pisma Świętego. Nadużywanie Pisma Świętego oraz herezje zrodziły się z pełnego pychy poznania mężczyzn, a nie z prostoty kobiet. – J 4, 26
- 84. Zabranie z rąk chrześcijan Nowego Testamentu, bądź trzymanie go zamkniętego dla nich poprzez odebranie im środków umożliwiających jego zrozumienie, to zamykanie przed nimi ust Chrystusa. – Mt 5, 2
- 85. Zakazywanie chrześcijanom czytania Pisma Świętego, a szczególnie Ewangelii, jest zakazywaniem synom światłości korzystania ze światła oraz powodowanie, iż cierpią oni pewnego rodzaju ekskomunikę. – Łk 11, 33

## Status dogmatyczny
Konstytucja Unigenitus uznawana jest za dokument wiary Kościoła rzymskiego.
Konstytucja ta została potwierdzona przez Klemensa XI bullą Pastoralis Officii z dnia 28 sierpnia 1718 r. przeciwko apelantom, która stwierdza, że katolicy, którzy nie zaakceptowali konstytucji Unigenitus, znajdują się jawnie poza łonem Kościoła Rzymskiego.
Należy jednak pamiętać, że bulla nie potępiała lektury Biblii w ogóle, ale tylko twierdzenie o konieczności osobistego studium Pisma Świętego obowiązującej wszystkich wiernych.